# Philo Farnsworth
Philo Taylor Farnsworth (Beaver, 19 agosto 1906 – Salt Lake City, 11 marzo 1971) è stato un inventore statunitense.

## Biografia
Nel 1927 in California Philo Farnsworth realizza il primo televisore elettronico della storia, sorpassando il precedente televisore elettromeccanico realizzato solamente due anni prima dallo scozzese John Logie Baird. Il televisore proiettava le immagini su una superficie sensibile grazie all'uso di un tubo a raggi catodici il cui funzionamento, seppur basilare, era molto simile a quello riscontrabile nelle televisioni a tubo catodico.
Successivamente tentò di sviluppare un metodo per ottenere la fusione nucleare grazie al confinamento elettrostatico dei nuclei, il cosiddetto "fusore". Questo dispositivo generò molte speranza per la realizzazione di un apparato per la generazione di energia da fusione nucleare controllata ma ha avuto seguito solo come sorgente di neutroni.

## Nei media
- Nella serie televisiva Magazzino 13 i protagonisti usano, per comunicare tra loro, una sorta di videotelefono la cui invenzione viene attribuita a Farnsworth.
- Il personaggio della serie televisiva animata Futurama Hubert J. Farnsworth (meglio noto come professor Farnsworth) prende il nome da lui.